# Copper Canyon (Teksas)
Copper Canyon je gradić u američkoj saveznoj državi Teksas. Prema popisu stanovništva iz 2010. u njemu je živjelo 1.334 stanovnika.